# Liste der deutschen Spieler in der NFL
Die Liste der deutschen Spieler in der NFL enthält alle Footballspieler mit deutscher Staatsangehörigkeit, die mindestens ein Spiel in der regulären Saison der nordamerikanischen National Football League absolviert haben.

## Alphabetische Auflistung
Es sind jeweils nur die NFL-Teams angegeben, bei denen der Spieler mindestens ein Spiel absolvierte.

Grünlich unterlegte Spieler standen in der Saison 2024 im Kader eines NFL-Franchises. Gelb unterlegte haben ihre Karriere noch nicht beendet, standen aber 2024 nicht in der NFL unter Vertrag.
Stand: 3. März 2025
| Name                  | ab   | Position          | Geburtsdatum       | Alter beim Umzug in die USA | Spiele | NFL-Teams                                                                                  | aktuelles Team        | Spielerstatistik |
| --------------------- | ---- | ----------------- | ------------------ | --------------------------- | ------ | ------------------------------------------------------------------------------------------ | --------------------- | ---------------- |
| David Bada            | 2022 | Defensive Tackle  | 24. April 1995     | 25                          | 2      | Washington Commanders (2022–2023) Detroit Lions (Seit 2024)                                | Detroit Lions         |                  |
| Dominik Eberle        | 2021 | Kicker            | 4. Juli 1996       | 14                          | 2      | Houston Texans (2021) Detroit Lions (2022)                                                 | Berlin Thunder (ELF)  |                  |
| Brandon Coleman       | 2024 | Offensive Tackle  | 12. Oktober 2000   | 15                          | 16     | Washington Commanders (seit 2024)                                                          | Washington Commanders |                  |
| Kasim Edebali         | 2014 | Defensive End     | 17. August 1989    | 18                          | 62     | New Orleans Saints (2014–2017) Cincinnati Bengals (2018)                                   | –                     |                  |
| Devery Hamilton       | 2022 | Offensive Tackle  | 19. April 1998     | 9                           | 9      | New York Giants (seit 2022)                                                                | Pittsburgh Steelers   |                  |
| Jakob Johnson         | 2019 | Fullback          | 15. Dezember 1994  | 18                          | 70     | New England Patriots (2019–2021) Las Vegas Raiders (2022–2023) New York Giants (seit 2024) | New York Giants       |                  |
| Markus Koch           | 1986 | Defensive Lineman | 13. Februar 1963   | 4/19 *)                     | 68     | Washington Redskins (1986–1991)                                                            | –                     |                  |
| Karl Kremser          | 1969 | Kicker            | 3. August 1945     | 6                           | 15     | Miami Dolphins (1969–1970)                                                                 | –                     |                  |
| Markus Kuhn           | 2012 | Defensive Tackle  | 5. Mai 1986        | 21                          | 39     | New York Giants (2012–2015)                                                                | –                     |                  |
| Horst Mühlmann        | 1969 | Kicker            | 2. Januar 1940     | 28                          | 121    | Cincinnati Bengals (1969–1974) Philadelphia Eagles (1975–1977)                             | –                     |                  |
| Mark Nzeocha          | 2015 | Linebacker        | 19. Januar 1990    | 21                          | 56     | Dallas Cowboys (2015–2016) San Francisco 49ers (2017–2021)                                 | –                     |                  |
| Constantin Ritzmann   | 2005 | Defensive End     | 20. Dezember 1979  | 19                          | 1      | Atlanta Falcons (2005)                                                                     | –                     |                  |
| Uwe von Schamann      | 1979 | Kicker            | 23. April 1956     | 16                          | 89     | Miami Dolphins (1979–1984)                                                                 | –                     |                  |
| Amon-Ra St. Brown     | 2021 | Wide Receiver     | 24. Oktober 1999   | 14                          | 66     | Detroit Lions (seit 2021)                                                                  | Detroit Lions         |                  |
| Equanimeous St. Brown | 2018 | Wide Receiver     | 30. September 1996 | 17                          | 62     | Green Bay Packers (2018–2022) Chicago Bears (2022–2023) New Orleans Saints (seit 2024)     | New Orleans Saints    |                  |
| Ernie Stautner        | 1950 | Defensive Tackle  | 20. April 1925     | 3                           | 173    | Pittsburgh Steelers (1950–1963)                                                            | –                     |                  |
| Sebastian Vollmer     | 2009 | Offensive Tackle  | 10. Juli 1984      | 20                          | 88     | New England Patriots (2009–2015)                                                           | –                     |                  |
| Björn Werner          | 2013 | Defensive End     | 30. August 1990    | 19                          | 38     | Indianapolis Colts (2013–2015)                                                             | –                     |                  |

## Statistik
Stand: 10. November 2024
| Team                  | gesamt | aktiv |
| --------------------- | ------ | ----- |
| New York Giants       | 3      | 2     |
| Washington Commanders | 3      | 1     |
| Detroit Lions         | 2      | 2     |
| New England Patriots  | 2      | 0     |
| Cincinnati Bengals    | 2      | 0     |
| Miami Dolphins        | 2      | 0     |
| Dallas Cowboys        | 2      | 0     |
| New Orleans Saints    | 2      | 1     |
| Chicago Bears         | 1      | 0     |
| Las Vegas Raiders     | 1      | 0     |
| Houston Texans        | 1      | 0     |
| New York Giants       | 1      | 0     |
| Philadelphia Eagles   | 1      | 0     |
| San Francisco 49ers   | 1      | 0     |
| Indianapolis Colts    | 1      | 0     |
| Green Bay Packers     | 1      | 0     |
| Atlanta Falcons       | 1      | 0     |
| Pittsburgh Steelers   | 1      | 0     |

|    | Position          | Anzahl |
| -- | ----------------- | ------ |
| 1. | Offensive Tackle  | 5      |
| 2. | Kicker            | 4      |
| 2. | Defensive tackle  | 4      |
| 4. | Defensive End     | 3      |
| 5. | Wide Receiver     | 2      |
| 6. | Linebacker        | 1      |
| 6. | Fullback          | 1      |
| 6. | Defensive Lineman | 1      |

## Rekorde
Stand: 13. März 2024
|    | Name              | Anzahl |
| -- | ----------------- | ------ |
| 1. | Ernie Stautner    | 173    |
| 2. | Horst Mühlmann    | 121    |
| 3. | Uwe von Schamann  | 89     |
| 4. | Sebastian Vollmer | 88     |
| 5. | Jakob Johnson     | 70     |

|    | Name                  | Anzahl |
| -- | --------------------- | ------ |
| 1. | Amon-Ra St. Brown     | 33     |
| 2. | Equanimeous St. Brown | 2      |
| 3. | Jakob Johnson         | 1      |
| 3. | Markus Kuhn           | 1      |

|    | Name                  | Meiste Yards |
| -- | --------------------- | ------------ |
| 1. | Amon-Ra St. Brown     | 4.851        |
| 2. | Equanimeous St. Brown | 928          |
| 3. | Jakob Johnson         | 105          |
| 4. | Horst Mühlmann        | 38           |
| 5. | Uwe von Schamann      | 31           |

|    | Name                  | Anzahl |
| -- | --------------------- | ------ |
| 1. | Björn Werner          | 57     |
| 2. | Kasim Edebali         | 41     |
| 3. | Mark Nzeocha          | 30     |
| 4. | Markus Kuhn           | 18     |
| 5. | Equanimeous St. Brown | 10     |

|    | Name                  | Anzahl |
| -- | --------------------- | ------ |
| 1. | Markus Kuhn           | 25     |
| 2. | Björn Werner          | 23     |
| 3. | Kasim Edebali         | 14     |
| 4. | Mark Nzeocha          | 9      |
| 5. | David Bada            | 2      |
| 5. | Equanimeous St. Brown | 2      |

|    | Name           | Anzahl |
| -- | -------------- | ------ |
| 1. | Ernie Stautner | 15,5   |
| 2. | Markus Koch    | 10,5   |
| 3. | Kasim Edebali  | 8      |
| 4. | Björn Werner   | 6,5    |
| 5. | Markus Kuhn    | 1,5    |

|    | Name             | Anzahl |
| -- | ---------------- | ------ |
| 1. | Horst Mühlmann   | 154    |
| 2. | Uwe von Schamann | 101    |
| 3. | Karl Kremser     | 13     |
| 4. | Dominik Eberle   | 3      |